# SN 2009K
SN 2009K – supernowa typu IIb odkryta 14 stycznia 2009 roku w galaktyce NGC 1620. W momencie odkrycia miała maksymalną jasność 14,90m.